# Supercell (Band)
Supercell (Eigenschreibweise supercell) ist eine japanische elfköpfige Musikgruppe um den Komponisten und Texter Ryo, die im Jahr 2007 als Dōjin-Musikgruppe (eigenveröffentlichte Independentmusik) gegründet wurde. Anfänglich benutzten Supercell den Gesangssynthesizer Miku Hatsune für ihre Stücke, die sie auf das Videoportal Nico Nico Douga stellten. Die Beliebtheit dieser Lieder ließ die Gruppe ein eigenproduziertes Album namens Supercell auf der Comiket 74 im August 2008 veröffentlichen. Supercell erhielten schließlich einen Vertrag bei Sony Music Entertainment Japan, wo dann eine professionelle Neuauflage dieses Albums mit weiteren Stücken und einer DVD im März 2009 erschien. Ihre erste Single Kimi no Shiranai Monogatari folgte im August desselben Jahres, mit dem Gesang von Nagi Yanagi die zuvor unter dem Namen Gazelle nachgesungene Lieder auf Nico Nico Douga hochlud. Kimi no Shiranai Monogatari war damit die erste Veröffentlichung von Supercell, die nicht Miku Hatsune verwendete und entstand als Abspanntitel der Anime-Serie Bakemonogatari. Danach folgten drei weitere Singles im Jahr 2010, eines davon eine Split-Single mit dem Dōjin-Musiker Kz von Livetune. Supercells zweites Album Today Is A Beautiful Day erschien März 2011.

## Mitglieder
Supercell besteht aus 11 Mitgliedern mit Ryo im Zentrum, der für das Musikalische und die Texte verantwortlich ist. Die anderen 10 Mitglieder stellen Illustrationen, Animationen, Design und Fotografien für die Booklets, Hüllen und Musikvideos bereit.
- Ryo (Komponist, Texter)
- Shirow Miwa (三輪　士郎; Illustration)
- Huke (Illustration)
- Redjuice (Illustration)
- Suga (スガ; Illustration)
- Maque (マクー; Illustration und Animation)
- Yoshiki Usa (Wooserdesign) (宇佐　義大; Design)
- Hei8rō (丙8郎, Heihachirō; Support bei Illustration und Fotografie)
- Guitar (Support bei Illustration)
- Crow (Support)
- Golv (Support)

Ehemalige Mitglieder
- 119 (Hikeshi) (Illustration)

## Geschichte

### 2007–2008: Gründung und Independent-Veröffentlichungen
Am 7. Dezember 2007 lud Ryo das Lied Melt (メルト, Meruto), gesungen von dem Vocaloid-Gesangssynthesizer Miku Hatsune, auf das Internet-Videoportal Nico Nico Douga hoch. Bis zum Februar 2010 wurde es dort über fünf Millionen Mal angesehen. Ryo verwendete dabei eine Illustration von Miku von dem Zeichner 119 (Hikeshi ausgesprochen), ohne dessen Erlaubnis eingeholt zu haben. Nachdem Ryo 119 mit einer Bitte um Entschuldigung kontaktierte, zeigte 119 großes Interesse an Melt und begann mit Ryo zusammenzuarbeiten, wodurch Supercell entstand. Im Laufe der Zeit schlossen sich weitere Mitglieder an, so dass Supercell zum Zeitpunkt ihres Major-Debüts auf 11 Mitglieder anwuchsen. In einem Artikel der The Japan Times gab Ryo an keine „großen Ambitionen“ beim Hochladen von Melt auf Nico Nico Douga gehabt zu haben und er keiner sei „aufbrach um Erfolg zu haben“.
Ryo veröffentlichte seine Musik über Nico Nico Douga, da ihm die Website und ihr Kommentarsystem gefielen. Ryo beabsichtigte nicht von Anfang an Miku Hatsune als Sängerin zu verwenden und den meisten Mitgliedern von Supercell war sie unbekannt bis Melt an Popularität gewann. Da Ryo keine Sänger kannte, wurde ihm von Freunden empfohlen Miku zu verwenden, was er als gute Idee ansah da Videos mit ihr bereits eine große Verbreitung auf Nico Nico Douga hatten.
2008 veröffentlichten Supercell weitere Lieder, die schnell bekannt wurden. Koi wa Sensō (恋は戦争) vom 22. Februar, World is Mine (ワールドイズマイン, Wārudo izu Main) vom 31. Mai und Black Rock Shooter (ブラック★ロックシューター, Burakku Rokku Shūtā) vom 13. Juni wurde alle über eine Million Mal angesehen. Auf Nico Nico Douga erreichten World is Mine und Black Rock Shooter beide die erste Position der Tagesrankings. Ryo komponierte das Stück Kibō no Neiro (キボウノネイロ), das als Limited Edition Image Song CD mit dem fünften Band von Shū Shirases Light-Novel-Reihe Oto × Maho am 15. Juli 2008 erschien. Die CD allein wurde nur bei Animate und Comic Toranoana verkauft, wobei die Animate-Fassung von Miku Hatsune und die Toranoana-Fassung von der menschlichen Sängerin Sari gesungen wurden.
Auf der Comiket 74 im August 2008 veröffentlichten Supercell ihr gleichnamiges erstes Album Supercell, das ihre beliebtesten Lieder und weitere bis dahin unveröffentlichte enthielt. Am 12. Dezember 2008 erschien Hajimete no Koi ga Owaru Toki (初めての恋が終わる時) auf Nico Nico Douga, wo es drei Tage lang auf der Topposition der Tagesrankings blieb und über eine Million Mal angesehen wurde. Dies sollte das letzte Lied sein, dass Supercell auf Nico Nico Douga hochluden.

### 2009–2011: Major-Debüt und Sängerin Nagi Yanagi
Supercell machten ihr Major-Debüt bei Sony Music Entertainment Japan mit einer professionellen Neuveröffentlichung des Albums Supercell am 4. März 2009. Dieses Album enthielt das Artbook das auch der früheren Independent-Fassung beilag, weitere Lieder und eine DVD mit Musikvideos von vier Stücken. Das Album erreichte Platz 4 der wöchentlichen Oricon-Albencharts und erhielt im Juni 2009 den Goldstatus der Recording Industry Association of Japan für über 100.000 verkaufte Exemplare binnen eines Jahres. Supercells erste Major-Single Kimi no Shiranai Monogatari (君の知らない物語) erschien am 12. August 2009 und erreichte Platz 5 der wöchentlichen Oricon-Singlecharts. Die A-Seite Kimi no Shiranai Monogatari entstand als Abspanntitel der Anime-Serie Bakemonogatari. Zudem enthielt die Single auch zwei Stücke die für den Anime-Film Cencoroll entstanden. Die Single war die erste Veröffentlichung, bei denen Supercell nicht Miku Hatsune, sondern Nagi Yanagi als Sängerin verwendeten. Supercell wurde bei dem Japan Gold Disc Award 2010 als eine der fünf besten Nachwuchskünstler von 2009 ausgewählt.
Ihre zweite Single Sayonara Memories (さよならメモリーズ, Sayonara Memorīzu) erschien am 10. Februar 2010. Supercells dritte Single Utakata Hanabi / Hoshi ga Matataku Konna Yoru ni (うたかた花火 / 星が瞬くこんな夜に), eine Doppel-A-Single, wurde am 25. August 2010 veröffentlicht. Utakata Hanabi wurde als 14. Abspanntitel der Anime-Serie Naruto Shippūden verwendet und Hoshi ga Matataku Konna Yoru ni als Abspann für Type-Moons Visual Novel Mahōtsukai no Yoru. Supercell veröffentlichten eine Split-Single in Zusammenarbeit mit Kz von Livetune namens Kotchi Muite Baby / Yellow (こっち向いて Baby / Yellow) die der Thematitel des Spiels Hatsune Miku: Project Diva 2nd war. Ryo komponierte Kotchi Muite Baby und Kz Yellow. Die Single erschien bei Sony Music Direct am 14. Juli 2010 und war die erste Veröffentlichung von Supercell seit ihrem Debütalbum die Miku Hatsune als Sängerin verwandte. Supercell produzierten das Lied Hero (ヒーロー, Hīrō) als Themalied von Shūeishas Manga-Magazin Aoharu, einer Sonderausgabe von Young Jump, deren Erstausgabe am 30. November 2010 erschien. Die Langfassung dieses Stücks erschien am selben Tag auf Sony Musics Website zum Probehören.
Am 24. Juli 2010 erschien das 50 Minuten lange Original-Video-Animation-Projekt Black Rock Shooter, basierend auf Supercells gleichnamigen Lied und Musikvideo mit Hukes Illustrationen. Eine „Pilotfassung“ wurde am 30. September 2009 auf DVD und Blu-Ray veröffentlicht. Ryo und Huke arbeiten bei diesem Projekt zusammen mit dem Projektleiter Yutaka Yamamoto und seinem Animationsstudio Ordet; Regisseur war Shinobu Yoshioka. Black Rock Shooter war Ordets erste Eigenproduktion als federführendes Animationsstudio. Einige Ausschnitte wurden auf der bedeutenden US-amerikanischen Animemesse Anime Expo am 4. Juli 2010 gezeigt.
Ende 2010 gründete das Unternehmen INCS toenter das Plattenlabel TamStar Records für Musiker und Künstler, die ursprünglich Dōjin-Musik produzierten. Supercell war eines der Eröffnungsmitglieder, zu denen auch Livetune, Gom, Rapbit und Nagi Yanagi gehörten. Supercell kollaborierten bei der Kompilation TamStar Records Collection Vol. 0, die Dezember 2010 als Limited Edition auf der Comiket 79 erschien, mit den Stücken Kibō no Neiro gesungen von Miku Hatsune und Ashita e (アシタヘ) gesungen von Rapbit und Clear. TamStar Records veröffentlichten zudem auf dieser Comiket ein Remix-Album namens Stowaways von Supercells Debütalbum als Tribut an die Band. Supercells zweites Studioalbum Today Is A Beautiful Day erschien am 16. März 2011.

### 2011–heute: Sängerinnen Koeda und Chelly
Supercell hielten vom 25. Mai zum 19. Juni 2011 Vorsingen als Gastsänger für deren drittes Album. Von den 2000 Kandidaten gewannen zwei Mädchen: die 15-jährige Koeda und die 17-jährige Chelly. Supercell arbeiteten mit dem Dōjin-Musiker Dixie Flatline zusammen an der Split-Single Sekiranun Graffiti / Fallin’ Fallin’ Fallin’ (積乱雲グラフィティ / Fallin’ Fallin’ Fallin’, Sekiranun Gurafiti / ~), die am 31. August 2011 bei Sony Music Direct erschien mit Miku Hatsune als Sängerin. Von Ryo stammt dabei Sekiranun Graffiti und von Dixie Flatline Fallin’ Fallin’ Fallin’. Sekiranun Graffiti wurde als Vorspanntitel zum Spiel Hatsune Miku: Project Diva Extend verwendet.
Die Themenlieder zur Anime-Serie Guilty Crown wurden von Supercell produziert. Der Vorspanntitel My Dearest wird dabei von Koeda gesungen und der Abspanntitel Departures – Anata ni Okuru Ai no Uta (Departures ~あなたにおくるアイの歌~), sowie die Zwischenlieder, von Chelly. Ryo schrieb zudem das Stück Light My Fire, gesungen von Kotoko, das als Vorspanntitel für die Anime-Serie Shakugan no Shana Final verwendet wurde.

## Diskografie

### Alben
| Jahr | Titel Musiklabel                                                                            | Höchstplatzierung, Gesamtwochen, AuszeichnungChartsChartplatzierungen (Jahr, Titel, Musiklabel, Platzierungen, Wochen, Auszeichnungen, Anmerkungen) | Anmerkungen                                                                                   |
| Jahr | Titel Musiklabel                                                                            | JP | Anmerkungen                                                                                   |
| ---- | ------------------------------------------------------------------------------------------- | --- | --------------------------------------------------------------------------------------------- |
| 2009 | Supercell GT music (MHCL-1493 bis -1495 (CD+DVD+Image collection), MHCL-1496/1497 (CD+DVD)) | JP4 Gold · (40 Wo.)JP | Erstveröffentlichung: 4. März 2009 feat. Miku Hatsune Format: CD+DVD+Image collection, CD+DVD |
| 2011 | Today Is A Beautiful Day SME Records (SRCL-7486/7487 (CD+DVD), SRCL-7488 (CD))              | JP3 Gold · (42 Wo.)JP | Erstveröffentlichung: 16. März 2011 Format: CD, CD+DVD                                        |
| 2013 | Zigaexperientia SME Records (SRCL-8410 bis -8415 (CD+DVD), SRCL-8416 (CD))                  | JP7 (13 Wo.)JP | Erstveröffentlichung: 27. November 2013 Format: CD, CD+DVD                                    |

### Singles
| Jahr | Titel Album                                                                                                   | Höchstplatzierung, Gesamtwochen, AuszeichnungChartsChartplatzierungen (Jahr, Titel, Album, Platzierungen, Wochen, Auszeichnungen, Anmerkungen) | Anmerkungen                                                      |
| Jahr | Titel Album                                                                                                   | JP | Anmerkungen                                                      |
| ---- | --- | --- | ---------------------------------------------------------------- |
| 2009 | Kimi no Shiranai Monogatari (君の知らない物語) Today Is A Beautiful Day                                       | JP5 ×3Gold + Dreifachplatin (Digital) · (66 Wo.)JP                                                                                             | Erstveröffentlichung: 12. August 2009 · + JP: Platin (Streaming) |
| 2010 | Sayonara Memories (さよならメモリーズ) Today Is A Beautiful Day                                               | JP7 Gold (Digital) · (16 Wo.)JP | Erstveröffentlichung: 10. Februar 2010                           |
| 2010 | Utakata Hanabi / Hoshi ga Matataku Konna Yoru ni (うたかた花火 / 星が瞬くこんな夜に) Today Is A Beautiful Day | JP9 (9 Wo.)JP | Erstveröffentlichung: 25. August 2010                            |
| 2011 | My Dearest Zigaexperientia                                                                                    | JP10 Gold (Digital) · (20 Wo.)JP | Erstveröffentlichung: 23. November 2011                          |
| 2012 | Bokura no Ashiato (僕らのあしあと) Zigaexperientia                                                            | JP8 (10 Wo.)JP | Erstveröffentlichung: 7. März 2012                               |
| 2012 | Gin’iro Hikōsen (銀色飛行船) Zigaexperientia                                                                  | JP11 (6 Wo.)JP | Erstveröffentlichung: 19. Dezember 2012                          |
| 2013 | The Bravery Zigaexperientia                                                                                   | JP11 Gold (Digital) · (8 Wo.)JP | Erstveröffentlichung: 13. März 2013                              |
| 2013 | Hakushu Kassai Utaawase (拍手喝采歌合) Zigaexperientia                                                        | JP9 (8 Wo.)JP | Erstveröffentlichung: 12. Juni 2013                              |
| 2015 | Great Distance –                                                                                              | JP18 (4 Wo.)JP | Erstveröffentlichung: 20. Mai 2015                               |
| 2019 | #Love feat.Ann, gaku –                                                                                        | JP44 (2 Wo.)JP | Erstveröffentlichung: 11. September 2019                         |
| 2022 | タクト(初回生産限定盤) –                                                                                      | JP50 (3 Wo.)JP | Erstveröffentlichung: 27. April 2022                             |

### Beiträge für Kompilationen
| Jahr | Titel                                       | Album                                                 |
| ---- | ------------------------------------------- | ----------------------------------------------------- |
| 2009 | Black Rock Shooter (JP: Gold (Digital))     | Nico Nico Douga Selection: Sainō no Mudazukai         |
| 2009 | Melt (JP: Gold (Moblie Downloads))          | Hatsune Miku Best: Memories                           |
| 2009 | World is Mine (JP: Gold (Moblie Downloads)) | Hatsune Miku Best: Memories                           |
| 2009 | Black Rock Shooter                          | Hatsune Miku Best: Impacts                            |
| 2009 | Koi wa Sensō                                | Hatsune Miku Best: Impacts                            |
| 2010 | Hajimete no Koi ga Owaru Toki               | Hatsune Miku: Project Diva 2nd Nonstop Mix Collection |
| 2010 | Kotchi Muite Baby                           | Hatsune Miku: Project Diva 2nd Nonstop Mix Collection |
| 2010 | Melt                                        | Hatsune Miku: Project Diva 2nd Nonstop Mix Collection |
| 2010 | Ashita e                                    | TamStar Records Collection Vol. 0                     |
| 2010 | Kibō no Neiro                               | TamStar Records Collection Vol. 0                     |

### Videoalben
| Jahr | Titel                                | Höchstplatzierung, Gesamtwochen, AuszeichnungChartsChartplatzierungen (Jahr, Titel, Platzierungen, Wochen, Auszeichnungen, Anmerkungen) | Anmerkungen                              |
| Jahr | Titel                                | JP | Anmerkungen                              |
| ---- | ------------------------------------ | --- | ---------------------------------------- |
| 2009 | Black ★ Rock Shooter -Pilot Edition- | JP28 (3 Wo.)JP | Erstveröffentlichung: 30. September 2009 |
| 2009 | Cencoroll (Limited Edition)          | JP19 (3 Wo.)JP | Erstveröffentlichung: 28. Oktober 2009   |
| 2009 | Cencoroll (Normal Version)           | JP268 (1 Wo.)JP | Erstveröffentlichung: 28. Oktober 2009   |

### Musikvideos
| Jahr | Titel                       | Regisseure                |
| ---- | --------------------------- | ------------------------- |
| 2009 | Kimi no Shiranai Monogatari | Hirohisa Sasaki           |
| 2010 | Sayonara Memories           | Takahiro Miki, Taiki Ueda |
| 2010 | Kotchi Muite Baby           | Takuya Imamura            |
| 2010 | Utakata Hanabi              | Kazuto Nakazawa           |
| 2011 | Perfect Day                 | Ryōsuke Nakamura          |
| 2011 | Sekiranun Graffiti          | Yūichi Takahashi          |